# Пряжинский район
Пря́жинский райо́н или Пря́жинский национа́льный райо́н (карел. Priäžän kanzalline piiri) — административно-территориальная единица (район) и муниципальное образование (муниципальный район) в составе Республики Карелия Российской Федерации.
Административный центр — посёлок городского типа Пряжа.
Пряжинский район приравнен к районам Крайнего Севера.
Относится к национальным районам.

## География
Общая площадь района — 6395 км². Расположен в центре южной части Республики Карелии. По восточной границе района проходит Олонецкая возвышенность. По территории района проходит водораздел бассейна рек, впадающих в Онежское и Ладожское озёра. Водная поверхность района составляет около 600 км² (9,4 %). Рельеф местности — лесистая равнина с большим количеством моренных холмов, болот, озёр и рек.
Район граничит с:
- Кондопожским районом Карелии
- Суоярвским районом Карелии
- Питкярантским районом Карелии
- Олонецким национальным районом Карелии
- Прионежским районом Карелии
- Подпорожским районом Ленинградской области

## Климат
Климат мягкий, умеренно континентальный. Средняя температура января −10.7 °C, июля +16.3 °C.

## История
Образован, в соответствии с декретом ВЦИК, 28 февраля 1930 года в результате объединения Святозерского и Сямозерского районов Автономной Карельской ССР.
В годы Советско-финской войны (1941—1944) территория района была оккупирована, здесь находились концентрационный лагерь и центральная тюрьма финской оккупационной администрации. Территория района была освобождена советскими войсками летом 1944 года в ходе Свирско-Петрозаводской операции.
В 1956 году в состав Пряжинского района вошла территория ликвидированного Ведлозерского района (за исключением Тигвозерского сельсовета). В 1963 году Пряжинский район был ликвидирован, его территория вошла в состав Прионежского сельского административного района. В 1966 году Пряжинский район был восстановлен. 7 октября 2008 года на сессии Совета Пряжинского муниципального района утверждено новое официальное наименование района — «Пряжинский национальный муниципальный район».

## Население
| 1989    | 2002    | 2009    | 2010    | 2011    | 2012    | 2013    | 2014    | 2015    |
| ------- | ------- | ------- | ------- | ------- | ------- | ------- | ------- | ------- |
| 22 880  | ↘18 224 | ↘16 896 | ↘14 664 | ↘14 631 | ↗14 933 | ↘14 727 | ↘14 694 | ↘14 501 |
| 2016    | 2017    | 2018    | 2019    | 2020    | 2021    | 2023    |         |         |
| ↘14 456 | ↘14 343 | ↘14 164 | →14 164 | ↘14 139 | ↘12 069 | ↗12 259 |         |         |

Согласно прогнозу Минэкономразвития России, численность населения будет составлять:
- 2024 — 13,64 тыс. чел.
- 2035 — 12,5 тыс. чел.

### Урбанизация
В городских условиях (пгт Пряжа) проживают 24.34 % населения района.

### Национальный состав
По данным переписи 2002 года:
- 37 % — карелы
- 46 % — русские
- 6 % — финны
- 5 % — белорусы
- 6 % — представители других национальностей[23]

По итогам переписи населения 2020 года проживали следующие национальности (национальности менее 0,1 % и другое, см. в сноске к строке «Другие»):
| Национальность | Численность, чел. | Доля     |
| -------------- | ----------------- | -------- |
| Русские        | 7895              | 65,42 %  |
| Карелы         | 2521              | 20,89 %  |
| Финны          | 243               | 2,01 %   |
| Белорусы       | 241               | 2,00 %   |
| Украинцы       | 127               | 1,05 %   |
| Цыгане         | 63                | 0,52 %   |
| Вепсы          | 50                | 0,41 %   |
| Татары         | 30                | 0,25 %   |
| Поляки         | 22                | 0,18 %   |
| Узбеки         | 17                | 0,14 %   |
| Другие         | 860               | 7,13 %   |
| Итого          | 12 069            | 100,00 % |

## Административное деление
В Пряжинский муниципальный район входят 7 муниципальных образований, в том числе 1 городское поселение и 6 сельских поселения.
| № | Муниципальное образование        | Административный центр | Количество населённых пунктов | Население (чел.) | Площадь (км²) |
| - | -------------------------------- | ---------------------- | ----------------------------- | ---------------- | ------------- |
| 1 | Пряжинское городское поселение   | пгт Пряжа              | 4                             | ↗3067            | 526,45        |
| 2 | Ведлозерское сельское поселение  | село Ведлозеро         | 33                            | ↗1203            | 2152,44       |
| 3 | Крошнозерское сельское поселение | село Крошнозеро        | 6                             | ↗374             | 317,84        |
| 4 | Матросское сельское поселение    | посёлок Матросы        | 1                             | ↘748             | 7,45          |
| 5 | Святозерское сельское поселение  | село Святозеро         | 4                             | ↘597             | 1107,19       |
| 6 | Чалнинское сельское поселение    | посёлок Чална          | 9                             | ↗3147            | 878,14        |
| 7 | Эссойльское сельское поселение   | посёлок Эссойла        | 25                            | ↘3123            | 1405,49       |

## Населённые пункты
В Пряжинском районе 82 населённых пункта.
| №  | Населённый пункт   | Тип     | Население | Муниципальное образование        |
| -- | ------------------ | ------- | --------- | -------------------------------- |
| 1  | Акимово            | деревня | →0        | Ведлозерское сельское поселение  |
| 2  | Алёкка             | деревня | ↘12       | Эссойльское сельское поселение   |
| 3  | Ангенлахта         | деревня | →0        | Эссойльское сельское поселение   |
| 4  | Важинская Пристань | деревня | ↘12       | Святозерское сельское поселение  |
| 5  | Ведлозеро          | село    | ↘948      | Ведлозерское сельское поселение  |
| 6  | Верхние Важины     | посёлок | ↘135      | Святозерское сельское поселение  |
| 7  | Виданы             | деревня | ↗304      | Чалнинское сельское поселение    |
| 8  | Виллагора          | посёлок | ↗75       | Чалнинское сельское поселение    |
| 9  | Виллагора          | станция | →27       | Чалнинское сельское поселение    |
| 10 | Гилкожа            | деревня | →0        | Ведлозерское сельское поселение  |
| 11 | Гонганалица        | деревня | →13       | Крошнозерское сельское поселение |
| 12 | Гутсельга          | деревня | →0        | Ведлозерское сельское поселение  |
| 13 | Ёршнаволок         | деревня | ↗10       | Крошнозерское сельское поселение |
| 14 | Иванисто           | деревня | ↘8        | Эссойльское сельское поселение   |
| 15 | Каменьнаволок      | деревня | ↘6        | Эссойльское сельское поселение   |
| 16 | Каскеснаволок      | деревня | ↗33       | Крошнозерское сельское поселение |
| 17 | Каскессельга       | деревня | ↘42       | Ведлозерское сельское поселение  |
| 18 | Киндасово          | деревня | ↘14       | Пряжинское городское поселение   |
| 19 | Кинелахта          | посёлок | ↘174      | Ведлозерское сельское поселение  |
| 20 | Кинерма            | деревня | →6        | Ведлозерское сельское поселение  |
| 21 | Койвусельга        | деревня | ↘3        | Ведлозерское сельское поселение  |
| 22 | Койвусельга        | посёлок | ↘105      | Ведлозерское сельское поселение  |
| 23 | Коккойла           | деревня | →2        | Крошнозерское сельское поселение |
| 24 | Колатсельга        | село    | ↘99       | Ведлозерское сельское поселение  |
| 25 | Корза              | деревня | ↗57       | Эссойльское сельское поселение   |
| 26 | Котчура            | деревня | ↘8        | Крошнозерское сельское поселение |
| 27 | Кохтусельга        | деревня | ↘4        | Ведлозерское сельское поселение  |
| 28 | Крошнозеро         | село    | ↘319      | Крошнозерское сельское поселение |
| 29 | Кудама             | посёлок | ↗153      | Эссойльское сельское поселение   |
| 30 | Куккойла           | деревня | ↗8        | Ведлозерское сельское поселение  |
| 31 | Кукойнваара        | деревня | →0        | Ведлозерское сельское поселение  |
| 32 | Кунгозерский       | посёлок | ↘84       | Эссойльское сельское поселение   |
| 33 | Курмойла           | деревня | ↘14       | Эссойльское сельское поселение   |
| 34 | Кутижма            | посёлок | ↘89       | Чалнинское сельское поселение    |
| 35 | Кутижма            | станция | →12       | Чалнинское сельское поселение    |
| 36 | Кутчезеро          | деревня | →0        | Ведлозерское сельское поселение  |
| 37 | Ламбинаволок       | деревня | ↗2        | Ведлозерское сельское поселение  |
| 38 | Ламбисельга        | деревня | ↘7        | Ведлозерское сельское поселение  |
| 39 | Лахта              | деревня | ↗6        | Ведлозерское сельское поселение  |
| 40 | Лахта              | деревня | ↗33       | Эссойльское сельское поселение   |
| 41 | Лижма              | деревня | ↘5        | Святозерское сельское поселение  |
| 42 | Мандера            | деревня | →3        | Ведлозерское сельское поселение  |
| 43 | Маньга             | деревня | ↗35       | Пряжинское городское поселение   |
| 44 | Маньга             | посёлок | ↗16       | Пряжинское городское поселение   |
| 45 | Матросы            | посёлок | ↘748      | Матросское сельское поселение    |
| 46 | Маясельга          | деревня | →0        | Ведлозерское сельское поселение  |
| 47 | Метчелица          | деревня | ↘37       | Эссойльское сельское поселение   |
| 48 | Мишинсельга        | деревня | ↘4        | Эссойльское сельское поселение   |
| 49 | Нижние Виданы      | деревня | ↗38       | Чалнинское сельское поселение    |
| 50 | Нижняя Салма       | деревня | ↗47       | Эссойльское сельское поселение   |
| 51 | Новые Пески        | посёлок | ↘185      | Эссойльское сельское поселение   |
| 52 | Падозеро           | деревня | ↗7        | Чалнинское сельское поселение    |
| 53 | Падозеро           | станция | ↗117      | Чалнинское сельское поселение    |
| 54 | Палалахта          | деревня | ↘8        | Ведлозерское сельское поселение  |
| 55 | Паннила            | деревня | →0        | Ведлозерское сельское поселение  |
| 56 | Паннисельга        | деревня | ↗2        | Ведлозерское сельское поселение  |
| 57 | Погойла            | деревня | →1        | Ведлозерское сельское поселение  |
| 58 | Проккойла          | деревня | ↗10       | Эссойльское сельское поселение   |
| 59 | Пряжа              | пгт     | ↗2984     | Пряжинское городское поселение   |
| 60 | Пунчойла           | деревня | ↗1        | Ведлозерское сельское поселение  |
| 61 | Репное Озеро       | деревня | ↘2        | Ведлозерское сельское поселение  |
| 62 | Рубчойла           | деревня | ↗13       | Эссойльское сельское поселение   |
| 63 | Савиново           | деревня | ↘94       | Ведлозерское сельское поселение  |
| 64 | Салменица          | деревня | →3        | Эссойльское сельское поселение   |
| 65 | Святозеро          | село    | ↘658      | Святозерское сельское поселение  |
| 66 | Симанова Сельга    | деревня | ↗1        | Ведлозерское сельское поселение  |
| 67 | Соддер             | посёлок | ↘188      | Эссойльское сельское поселение   |
| 68 | Сыссойла           | деревня | ↘14       | Ведлозерское сельское поселение  |
| 69 | Сямозеро           | деревня | ↗69       | Эссойльское сельское поселение   |
| 70 | Сяпся              | посёлок | ↗338      | Эссойльское сельское поселение   |
| 71 | Сяргилахта         | деревня | ↘13       | Эссойльское сельское поселение   |
| 72 | Улялега            | деревня | ↘10       | Эссойльское сельское поселение   |
| 73 | Хлебозеро          | деревня | ↗27       | Ведлозерское сельское поселение  |
| 74 | Чална              | посёлок | ↗2580     | Чалнинское сельское поселение    |
| 75 | Чёрная Ламба       | деревня | ↘14       | Ведлозерское сельское поселение  |
| 76 | Чуйнаволок         | деревня | →0        | Эссойльское сельское поселение   |
| 77 | Чуралахта          | деревня | ↘29       | Эссойльское сельское поселение   |
| 78 | Щеккила            | деревня | →18       | Ведлозерское сельское поселение  |
| 79 | Щукнаволок         | деревня | ↘4        | Ведлозерское сельское поселение  |
| 80 | Эссойла            | посёлок | ↘1742     | Эссойльское сельское поселение   |
| 81 | Эссойла            | село    | ↗579      | Эссойльское сельское поселение   |
| 82 | Юргилица           | деревня | ↗37       | Ведлозерское сельское поселение  |

## Местное самоуправление
Главы муниципального района — Председатель Совета
- Андрей Иванович Ореханов[30]
- с 21 сентября 2023 года — Дмитрий Анатольевич Буевич[31]

Главы администрации
- с 1 октября 2019 года — Оксана Михайловна Гаврош[31]

## Экономика
Природные ресурсы — древесина, облицовочный и строительный камень, мрамор, гранит, глина, торф.
Основная специализация района — мясо-молочное животноводство, пушное звероводство, производство стройматериалов, форелеводческие комплексы, заготовка древесины. Степень освоения территории — выше средней по Республике Карелия.

## Транспорт
Общая протяжённость транспортных путей составляет около 650 км. Через район проходит федеральная трасса «Кола» и автомобильные дороги республиканского значения: Петрозаводск—Суоярви, Пряжа—Вяртсиля.
Район связан регулярными автобусными маршрутами с Петрозаводском, Санкт-Петербургом, Олонцом, Сортавалой. Пригородные рейсы из Пряжи до Киндасово, Крошнозера, Святозера. Ряд населённых пунктов района — Сяпся, Эссойла, Ведлозеро, Колатсельга имеют прямое сообщение с Петрозаводском.
В северной части района проходит железнодорожная линия Октябрьской железной дороги Петрозаводск-Суоярви. Крупные станции — Чална-Онежская, Падозеро, Виллагора, Кутижма, Эссойла.

## Достопримечательности
На территории района сохранилось более 360 памятников историко-культурного наследия.

## Побратимские связи
Побратимы Пряжинского района: Петроградский район Санкт-Петербурга, губерния Вестерботтен (Швеция), коммуны Юанкоски и Варпайсярви (Финляндия).

## Районная газета
Районная газета «Наша жизнь» («Мейян элайгу») на русском и карельском языках издаётся с 6 апреля 1931 года (в 1931—1941 годах газета выходила под названием «Красная Пряжа», в 1944—1991 годах газета выходила под названием «Ленинское знамя»).

## Почётные жители района
Звания «Почётный житель Пряжинского муниципального района» удостоены:
| Год присвоения звания | Фамилия, имя, отчество         |
| --------------------- | ------------------------------ |
| 2007                  | Пажлаков Василий Александрович |
| 2007                  | Засекова Анна Петровна         |
| 2008                  | Волков Александр Лукич         |
| 2009                  | Егорова Татьяна Антоновна      |
| 2009                  | Макашев Николай Фёдорович      |
| 2010                  | Киуру Иван Егорович            |
| 2011                  | Бугмырин Александр Павлович    |
| 2011                  | Титов Михаил Васильевич        |
| 2012                  | Савельев Александр Яковлевич   |
| 2012                  | Леккерев Александр Михайлович  |
| 2012                  | Улич Антон Иванович            |
| 2014                  | Пладов Виктор Александрович    |
| 2014                  | Колоушкин Валерий Петрович     |

## Известные жители
В районе работали Герои Социалистического Труда — Амосова Т. А., Гаврилов П. С., Евсеева Л. И., Засекова А. П., Саблин С. В., Струмилин С. Г., Шалгунов Н. И.
- Волков, Александр Лукич (1928—2020) — карельский писатель, переводчик и поэт, лесоруб.